# Tati Gabrielle
Tatiana Gabrielle Hobson, professionellt känd som Tati Gabrielle, född 25 januari 1996 i San Francisco, Kalifornien, är en amerikansk skådespelare. Hon är bland annat känd för att ha spelat rollen som Gaia i TV-serien The 100, Prudence Blackwood i Netflixserien Chilling Adventures of Sabrina och Willow Park i Disney Channelserien Ugglehuset.

## Filmografi (i urval)
- 2016 – K.C. Hemlig agent (TV-serie)
- 2016 – The Thundermans (TV-serie)
- 2017–2020 – The 100 (TV-serie)
- 2017 – The Emoji Movie (röst)
- 2018–2020 – Chilling Adventures of Sabrina (TV-serie)
- 2020–2023 – Ugglehuset (TV-serie)
- 2021–2023 – You (TV-serie)
- 2022 – Uncharted
- 2025 – Mortal Kombat 2
- 2025 – The Last of Us (TV-serie)